# GAORAプロ野球中継
『GAORAプロ野球中継』（ガオラ・プロやきゅうちゅうけい）は、毎日放送の連結子会社が運営するGAORAで2009年から放送されている阪神タイガースと北海道日本ハムファイターズ主催ゲームのプロ野球中継タイトル。

## 概要
阪神タイガース（阪神）と北海道日本ハムファイターズ（日本ハム）の主催ゲームを中継しているGAORAでは、2008年まで阪神戦を『檄!阪神タイガース中継』、日本ハム戦を『なまら! 北海道日本ハムファイターズ中継』というタイトルで放送してきたが、2009年より両者のタイトルを統合することになった。
セ・パ交流戦で阪神と日本ハムが対戦する場合は、通常のリーグ戦と同様にそれぞれの主催球団および関連団体（日本ハム＝球団運営会社、阪神＝Tigers-ai）の制作で中継される。
年末年始には中継した全試合の中から、視聴者からの反響が大きかった試合を選出してアンコール放送する「セレクション」企画が行われる。
2013年は、両チーム合わせて134試合の中継を連日送る。以下、各球団ごとに中継の方針について述べる。

### 阪神戦
主催全72試合のうち、読売ジャイアンツ（巨人）戦を除く60試合と巨人戦の一部を生中継、もしくは試合終了後に録画放送する（生中継の場合は、翌朝に再放送も行われる）。2013年度は、生放送22試合・録画40試合の計62試合となる。
放映権は競合するスカイAと共有しており、一方で生中継、もう一方で録画放送を行う。生中継と録画放送の日数は、双方の編成の都合に合わせ、ほぼ同数になるように調整される。GAORAでは日本ハムの主催全試合も中継しているため、日本ハム戦の中継がある日は基本的に録画放送となる。
巨人戦は、GAORAを運営するMBSが放映権を獲得した場合のみ放送するが、テレビ大阪が放映権を得た場合にも生中継を行う場合がある。MBSが放映権を獲得し、それが全国ネットで放送される場合は、地上波とのトップ&リレー中継となる場合がある（2012年は4月7日の試合が該当）。
阪神甲子園球場で試合が開催される日は、原則としてTigers-ai（実質的な球団直営の映像制作組織）が制作した番組を使用する。ただし、MBSが放映権を持つ巨人戦のみ、MBS制作の映像を使用する場合がある。また、京セラドーム大阪や各地の地方球場で行われる試合については、MBSやサンテレビから供給を受けることがある（ただし、MBSやサンテレビなどが放送していても、出演者の契約の都合でそのまま放送できない場合もあるため地方開催の主催試合でもTigers-aiから配給されたものを使う試合もある）。オープン戦や阪神二軍戦（不定期に阪神鳴尾浜球場や甲子園球場での開催分を中継）はGAORAとTigers-aiの共同制作となり、MBSを含む三者の出演者が合同で出演する場合もある。なお、クライマックスシリーズの中継に関してはMBS地上波で放送される場合、MBSの映像を使う場合がある。
また、オープン戦の場合は例外で、一部の阪神甲子園球場で試合が開催される日でもサンテレビから最低1試合は供給を受けている。
生中継を行う日には、『GAORAタイガースライブ〜直前練習〜』と題して、試合前の打撃練習を中継することもあった（進行役はMBSアナウンサーと解説者）が、2014年ごろからは「トラツボ・タイガース直前情報」と題したプレゲームコーナーに変更。亀山つとむによる選手インタビューや、当日の解説者・アナウンサーによる直前情報が放送される。この他、ウエスタン・リーグのファームの試合の生中継を不定期に行う場合がある。
2012年からは、毎日放送（MBSテレビ・MBSラジオ）と共に『With タイガース』という統一スローガンを掲げており、テレビ・ラジオと合同のキャンペーンを展開している。

2013年はスカイAが生中継を強化した兼ね合いで、GAORAでの生中継は20試合（巨人戦2試合含む）に縮小された。なお、4月13日のDeNA戦は「with タイガース MBSデーゲーム」としてMBSテレビ・ラジオとの合同実況企画（GAORAの実況担当は馬野雅行。金本知憲・亀山つとむの2名、遠山奨志、今岡誠の3組の解説者が3イニングずつ各局をローテーションする）を行った(映像はMBSテレビと同様のものを使用)。
また、2014年も2013年同様、4月19日のヤクルト戦で前述と同じ企画を放送したが、この時はMBSテレビが録画放送であったため、MBSテレビと合同で「With Tigers MBSベースボールパーク」としてMBSテレビ・ラジオとの合同実況企画ながら前回とは違い、通常であればTigers-aiに差し替えられるが、この時は例外でMBSテレビが録画放送(前述)だった兼ね合いもあり、MBS製作(解説:金本知憲、藤本敦士 実況:馬野雅行)でそのまま放送を行った。(また、この企画は5月9日の巨人戦と6月7日のオリックス戦でも実施された。)
2025年より、16年ぶりに阪神戦に限って番組タイトルを変更し、「ガオトラ!タイガース中継2025」へと改めた。なお、日本ハム戦では引き続き「GAORAプロ野球中継」のまま継続する。なお、2025年セ・パ交流戦の日本ハムと阪神の対戦は日本ハム主催のため、日本ハム戦扱いでの制作・放送となる。

### 日本ハム戦
主催全72試合を中継する。大半は生中継だが、年に数試合は阪神戦をGAORAで放送する関係上、J SPORTS、スカイA、フジテレビTWOのいずれかにて生中継（2011年までは『アクティブ!ベースボール』名義、2013年は1試合が該当）を行い、GAORAではノーカット録画放送となる。
球団とGAORAの共同制作で、東京ドームでの開催分は東京ケーブルネットワーク（TCN）も技術協力として参加する。このため球団公式の番組としても扱われ、インターネットテレビの『パ・リーグTV』やひかりTVでも同時放送される。また、2012年度には一部の試合がNOTTV 1・NOTTV 2でも『NOTTVプロ野球2012』のタイトルで放送された。ちなみに日本シリーズは放送されていない。
2020年は『BS12 プロ野球中継』（BS12トゥエルビ）でも2試合が同時放送された。
かつて東京を本拠地としていた時代にはテレ玉の『TVSヒットナイター』やチバテレの『マリーンズナイター』でも同時放送していた。現在もその名残で、テレ玉では東京ドーム開催分を数試合ネット受けする。また、対戦カードによっては他の独立局もネットに加わる場合もある。
『なまら!』時代から引き続き、チームがリーグ優勝した日には表彰式から優勝記者会見、祝勝会（ビールかけ）までノーカットで放送する。また、北海道放送(HBC)で放送された特別番組を時差放送する他、優勝時以外の大記録達成時などにもHBCの特番を時差放送する（稲葉篤紀の2000本安打達成記念など。内容によっては、番組がDVD化されることもある）。HBCとはオフシーズンの特番も共同制作するなど関係が深い。その一方で、中継技術は北海道テレビ放送（HTB）の子会社であるHTB映像（愛称：miruca〈ミルカ〉）と札幌テレビ放送（STV）の子会社である札幌映像プロダクションと北海道文化放送（UHB）の子会社であるオーテックが担当している。また沖縄県での開催時はMBSと琉球放送（RBC）、関西東通や、その他沖縄県内のプロダクションなども制作協力団体として参加する。
年に1・2回程度、ファイターズ鎌ケ谷スタジアム（千葉県鎌ケ谷市）などで行われるファーム（イースタン・リーグ）の試合を中継することもある。
2011年にはBS-TBSで放送された中継にHBCと共に制作協力として関与した（実況・解説はTBSが派遣。地上波はHTBでローカル放送）。2013年以降にに同様の体制（地上波放送局はその時々で異なる）で放送された際にはGAORAのクレジットがない代わりに、製作著作に「北海道日本ハムファイターズ」がTBSと連名でクレジットされることがある。
2014年から初回放送に限り、親会社の日本ハムとその関連会社「日本ハムグループ」1社提供番組になった。同枠のCMでは、商品CMのほか、この番組限定で配信されているグループのオリジナル企業CM「ニッポンハムグループはグループじゃない。チームだ。」シリーズ（札幌ドームで撮影　2014年に第1弾、2015年に第2弾製作）が放送されている。また2015年からGAORA社員が北海道日本ハム球団に出向し、GAORA・日本ハム球団製作のテレビ中継の映像に加え、リニューアルされた札幌ドームの大型ビジョンとの連動を高め、様々な迫力のある映像を織り込みながら中継する。またこの年から、「ファイターズホームラン賞」と称して、GAORAで中継する日本ハム主管試合で日本ハムの選手がホームランを打った場合、その本数分の人数に対して、同球団公認商品の「ホームランソーセージ」詰め合わせ（10パック）、2022年はコロナ禍を考慮し、Airdogの空気清浄機が贈呈される。
2021年は一部の試合でビジターチーム応援副音声を実施する。出演はビジター側の球団制作中継に準じるが、対阪神戦は毎日放送からもアナウンサーを派遣する（2021年4月7日の対ソフトバンク戦は主音声＝解説：岩本勉、実況:近藤祐司、副音声＝解説：柴原洋、実況：久保俊郎）。
2022年5月21日の対西武戦は「LIONS BASEBALL L!VE」を放送するフジテレビTWOで放送、副音声も西武に準じている（主音声＝解説：建山義紀、実況：近藤祐司、副音声＝解説：松沼博久、実況：鈴木光裕）。

### その他
競合するJ SPORTSが放映権を持つ広島の主催試合（広島はNHK BS1で生中継される試合を含む）のうち、J SPORTSで放送枠が確保できない試合も年に数回中継している（スカイAでの放送の場合もある）。
2011年までは『アクティブ!ベースボール』という別のタイトルが付いており、sky・A sports+の楽天戦（当時）も対象だったが、2012年より本番組に統合された（J SPORTSでも同様）。
2019年オフのアジアウインターベースボールリーグは、GAORAをはじめ、J SPORTS・スカチャン・BSスカパー・日テレジータス・フジテレビONEで放送されるが、制作はGAORAで行っているため、本番組の解説者（阪神戦・日本ハム戦担当とも）とアナウンサー（毎日放送所属・フリーとも）を中心に、現職コーチ（荒木雅博・片岡治大・光山英和）その他フリーアナウンサー（大前一樹）が出演することがある。

## 放送時間
- 生中継 - 阪神戦は試合開始15分前、日本ハム戦は試合開始30分前から試合終了まで
  - 阪神戦・日本ハム戦ともに2011年までは試合開始15分前から試合終了まで、2012年～2014年・2020年は試合開始30分前から試合終了まで
  - 阪神戦のナイターでは、前座として応援番組の『ぷちトラ!』が放送される。
- 録画放送 - 23時、23時30分、翌朝5時から（編成の都合により変動）
  - 阪神戦と日本ハム戦の中継対象ゲームが同一日に開催され、阪神戦が録画となる日に雨天などで中止となった場合には、阪神戦に代えて日本ハム戦の録画放送を行う場合がある。翌朝の再放送を含めると、同じ試合が2日間で3回も放送されることになる（うち1回がスカイAでの放送の場合も含む）。
- 備考
  - スカイAで朝日放送テレビ(ABC)の制作番組が使われる場合、Tigers-ai配給のものは事実上GAORAの独占放送となる。
  - MBSやサンテレビの映像を使って中継する場合は、各局の中継開始時刻に合わせることもまれにある。
  - GAORAやスカイAの編成の都合によっては、ごくまれに同じ阪神戦の録画放送が同じ時間帯に並行して放送される場合がある[20]。
  - 試合開始前は直前情報として、前回の試合回顧・当日の試合の見所を当日の解説者が行うほか、注目選手インタビュー（阪神戦は「トラツボ」と題して亀山が、日本ハム戦は主に実況の近藤が聞き手役を務める）、また日本ハム主管試合はこれに加え当日のベンチレポーターによる選手の試合前の表情や、応援席のレポート、ファイターズのチアガールや球団スタッフ出演のイベント情報を送る。

## 解説者

### 阪神戦

#### 毎日放送制作（主に2軍）
- 太田幸司
- 亀山つとむ
- 藪恵壹
- 今成亮太（2020年 - ）
- 井川慶（2021年 - ）
- 岩田稔（2022年 - ）関西テレビ・ABC・サンテレビ解説者

#### Tigers-ai制作試合（主に1軍）
- 岡義朗（サンテレビ・JSPORTS解説者）
- 湯舟敏郎（サンテレビ・ABCラジオ解説者）
- 黒田正宏
- 工藤一彦
- 大熊忠義
- 佐野慈紀
- 上田二郎
- 狩野恵輔（MBSラジオ・サンテレビ解説者）
- 今成亮太（2020年。2022年 - ）
  - 阪神球団との業務委託契約で「タイガースアカデミー　ベースボールスクール」のコーチを務めていた2020年に、古巣でもある日本ハムとのオープン戦中継へゲスト出演。契約期間の満了に伴って野球解説者として独立した2022年以降は、日本ハム主管の公式戦中継やスカイAの阪神戦中継にも出演している。
- 井川慶（2021年 - 、サンテレビ解説者）
- 岩田稔（2022年 - 、阪神球団のコミュニティ・アンバサダー）
  - 関西テレビ・NHK大阪放送局・ABC・サンテレビ制作の阪神戦中継にも、解説者として随時出演。

### 日本ハム戦
- 岩本勉
- 稲田直人（2016年 - 2021年、2025年 - ）
- 田中幸雄（2018年 - ）
- 鶴岡慎也（2022年 - ）北海道放送・札幌テレビ・テレビ東京・テレビ北海道他解説者
- 今成亮太（2022年 - 。Tigers-ai制作の阪神戦にも出演）
  - 春季キャンプ中継ではフィールドキャスターとして出演。
- 荒木大輔（2022年 - ）テレビ朝日（主にBS朝日）・日本テレビ（主にBS日テレ・日テレジータス）・NHK（主にBS1・札幌放送局）・文化放送他解説者
- 金石昭人（2022年7月3日）広島ホームテレビ・J SPORTS解説者
  - 過去にも数回出演あり。
- 緒方耕一（2023年 - ）TBSテレビ（主にBS-TBS・TBSチャンネル）・日本テレビ（主に日テレジータスの二軍戦）他解説者
- 梨田昌孝 (2024年 - ) フリー。2024年7月14日の日本ハム対ソフトバンク戦で初登場。
- 増井浩俊（2025年 - ）

過去の解説者
- 金村曉（2012年 - 2015年、2023年 - 2024年）
- 建山義紀（2015年 - 2022年）
- 森本稀哲（2016年 - 2022年）
- 柏原純一（2018年 - 2021年）
- 今浪隆博（2019年 - 2021年）

### GAORA独自制作のビジター応援副音声（2021年 - ）
阪神戦
- 池田親興（対ソフトバンク。フジテレビ・テレビ西日本・スポーツライブ+解説者）
- 笹川萌（対広島。YouTuber）
- 山崎隆造（対広島。中国放送解説者）
- 福地寿樹（対ヤクルト、2022年のみ。2023年より広島コーチ）
- 久古健太郎（対ヤクルト。デロイトトーマツコンサルティング社員）
- 川崎憲次郎（対中日）
- 武山真吾（対中日）
- 山﨑武司（対中日。東海テレビ・東海ラジオ・ニッポン放送他解説者）
- 若菜嘉晴（対ソフトバンク。福岡放送・スポーツライブ+解説者）
  - 若菜・池田と2021年の対広島戦に出演した江草仁貴（のち阪神コーチ）は阪神OBでもあり、江草以外はソフトバンクが本拠地を置く九州の出身。

日本ハム戦
- 井川慶（対阪神。フリー）
- 江草仁貴（対阪神、2021年のみ。2022年より阪神コーチ）
- 能見篤史（対阪神）
- 大西宏明（対DeNA。フリー）
- 佐伯貴弘（対DeNA。tvk・BS-TBS・TBSチャンネル解説者）
- 野村弘樹（対DeNA。フジテレビ・tvk・ニッポン放送解説者。2022年オープン戦）
- 阿波野秀幸（対DeNA。出演当時フジテレビ・日本テレビ・TBSテレビ他解説者。2022年オープン戦のみ。2023年より巨人コーチ）
- 笘篠賢治（対広島。ミヤギテレビ・テレビ新広島・フジテレビONE・文化放送解説者。2022年オープン戦）
- 山内泰幸（対広島。テレビ新広島解説者。2022年オープン戦）
- 天谷宗一郎（対広島。中国放送解説者。2023年セ・パ交流戦）
- 清水隆行（対西武。日本テレビ・西武球団制作中継他解説者）
- 橋本武広（対西武）
- 五十嵐亮太（対ソフトバンク。フジテレビ・テレビ朝日他解説者）
- コンバット満（対ソフトバンク）
- 斉藤和巳（対ソフトバンク。2023年よりソフトバンクコーチ）
- 松中信彦（対ソフトバンク）

## 実況アナウンサー

### 毎日放送制作（主に2軍）
- 森本栄浩
- 馬野雅行
- 仙田和吉
- 近藤亨
- 井上雅雄
- 金山泉（2009年 - ）
- 森本尚太（2017年 - ）
- 三ツ廣政輝（2019年 - ）
- 川地洋平（2021年 - ）
- 大村浩士（2022年 - ）

### Tigers-ai制作（主に1軍）
- 寺西裕一（元KBS京都）
- 中井雅之（元ラジオ大阪）
- 村田匡輝（2017年まではリポーターのみで主に桐山が実況担当日に出演）

リポーターのみ
- 桐山隆（元南日本放送）
  - 過去には実況も担当。
- 山本大喜（2022年 - ）
- 三宅秀一郎（2022年 - ）
  - 中央競馬開催日はMBSラジオ製作（土曜日は委託制作でラジオ関西が受託放送）の競馬中継担当であるため、原則平日のみ出演

過去の担当
- 土井麻由実
- 奥田有貴子
- 三宅きみひと
- 北本誠
- 堀江良信
- 楠淳生（元朝日放送）

### 日本ハム球団制作（GAORAと共同制作）
1軍のみ
- 土井悠平（2023年 - ）北陸放送→文化放送→フリーアナウンサー
  - 全試合の公式戦を担当。

1・2軍
- 結城哲郎（毎日放送アナウンサー→GAORA専属アナ<2011年6月 - 2017年3月まで、毎日放送から出向>→フリーアナウンサー）

原則として道内開催の主催試合のみであるが、鎌ヶ谷での日本ハム主催のイースタン・リーグの試合も担当するほか、2013年は東京ドーム開催分のうち2試合を担当した。
近藤、土井が担当できない試合を中心に一軍戦も（結城が担当しない場合はMBSアナウンサーが）担当。また、原則として同一カード(2連戦もしくは3連戦)を連続して担当。
2015年シーズン以降は近藤がメインで担当するため、鎌ヶ谷の二軍戦や阪神二軍戦を主に担当。
- 吉田智大（2022年 - ）オフィスキイワード所属のフリーアナウンサー

鎌ヶ谷の二軍戦に加え、近藤、土井が担当できない時に一軍戦を担当している。
2軍のみ
- 伊藤毅（2018年 - ）

アンジィ所属の俳優→株式会社Hi-mic代表。9月16日の対オリックス戦で一軍戦の実況を初担当。
2019年は近藤が担当できない時に一軍戦を担当していた。
2021年はエージェントパートナー事業などの会社設立との兼ね合いで出演がなかった。
- 中野玄（2021年 - ）ボイスオン所属のフリーアナウンサー

### 過去の担当

#### 札幌ドーム他北海道内主催試合
実況
- 水谷勝海
- 城野昭

両者とも毎日放送元アナウンサー。GAORA専属アナウンサーとして本番組を担当。
- 美藤啓文
- 赤木誠

両者とも毎日放送のスポーツアナウンサーで、同局の定年（60歳）を迎えるまで担当。ただし、定年後も嘱託扱いの「シニアスタッフ」として、当番組以外のスポーツ中継に出演している。
- 近藤祐司（2015年 - 2022年）スポーツキャスター、アンカーマン、株式会社UGK Sports&Communications代表

東京ドーム開催分も含めたほぼ全試合の公式戦を担当した。2023年は本拠地移転を機に主催試合の実況から退き、『BS12 プロ野球中継』のビジター応援副音声と主催試合の独自制作ホーム応援実況のみ、2024年度からはこれにスポーツライブ+で放送される福岡ソフトバンクホークス主管試合「HAWKS プロ野球中継」の実況も担当予定。
リポーター
- 萬代裕子（2013年。スカパー!のセレッソ大阪ホームゲーム中継のレポーターを担当しているため、主に平日に担当するほか、関西在住のため阪神二軍戦のレポーターを担当する場合もあった）
- 高橋麻美（2014年 - 2015年。フリーアナウンサー。ファイターズベンチリポーター）
- 宮原あつき（2013年 - 2014年。フリーアナウンサー・リポーター・気象予報士。ファイターズベンチリポーター）
- 柳本絵美（2015年 - ）パーソナルトレーナー
- 安藤りか（現在名：安藤理加)（2015年 - ）北海道を中心に活動しているローカルタレント
- 藤原明日美（2016年 - ）ファイターズガールメンバー
- 久下真以子（2015年 - 2018年）セント・フォース所属のフリーアナウンサー
- 西村志野（2018年 - 2021年） ボイスワークス所属
- 草野あずみ（2018年 - 2021年）Brest所属

#### 東京ドーム主催試合
実況
- 鍋島昭茂（元RSK）
- 上野晃（元テレビ和歌山、テレビ埼玉）
- 矢野吉彦（元文化放送）

リポーター
- 三橋泰介（2011年初参加、元TBC）
- 水木香
- 川村美保
- 猪井操子（2013年のみ。東京ドーム開催分のみ担当）

### ビジター応援副音声（2021年）
日本ハム戦
- 金山泉（MBS。対阪神）
- 近藤亨（MBS。対阪神）
- 結城哲郎（フリー・元MBS。対阪神）
- 江間丈（フリー。対DeNA）
- 中尾考作（フリー。対DeNA）

### 日本ハム戦特記
日本ハムが東京ドームを本拠地にしていた時代は、東京ケーブルネットワーク(TCN)の技術協力、テレ玉やチバテレビが放送する場合はそれらの局の制作扱いとし、その放送をGAORAとの同時放送という形をとっていたため、主に関東のフリーアナウンサーが実況を担当した。また、日本ハム戦中継がGAORAに一本化される以前は、一部試合がスポーツ・アイ ESPNやJ SPORTSで放送されることもあったが、その場合も同様だった。
その後日本ハムの北海道移転によって、北海道での試合は元MBSアナウンサーでGAORAに出向となった水谷と城野が担当するようになる。東京ドームでの試合に関しては移転前と同様に在京フリーアナウンサーが担当。
その後、2008年から赤木が不定期で準レギュラー実況を担当、2010年からは高齢や他のイベントなどの出演の都合から水谷の出演が減り、城野がシーズン中に実況引退したため、赤木以外のMBSアナウンサーも出演するようになった（道内の大半の試合をMBSアナウンサーが担当するようになる）。その後結城は2011年6月にMBSからGAORAに出向となり、GAORA専属アナウンサーとしてほとんどの北海道での試合を担当するようになる（結城が担当しない北海道での試合は引き続きMBSアナウンサーが担当）。
以上の流れから北海道での試合はGAORA出向アナウンサーもしくはMBSアナウンサーが、東京ドームでの試合は在京のフリーアナウンサーが担当ということになっている（ただし札幌ドームで上野が実況する、逆に結城が東京ドーム開催分を担当するなど一部例外もあり）。
リポーターは2012年8月までは東京ドーム開催もしくはポストシーズンのみ、宮原が中心に担当した。北海道での主催試合は基本的にレポーターは出演しなかった。
2012年8月より札幌ドーム開催分は高橋がリポーターとして出演するようになり、場合によっては宮原も担当する。2013年からは萬代と猪井が加入し、札幌ドーム開催分は高橋と萬代、東京ドーム開催分が宮原と猪井が担当する。道内地方球場開催分はリポーターなしの場合あり。
GAORA専属アナウンサーはオープン戦や二軍戦中継で阪神戦を担当する場合もある（関西在住であるため）。
阪神と日本ハムの双方への在籍経験がある解説者は、Tigers-ai制作の阪神戦も担当することがある（今成・金村曉など）。

### 実況中継の企画
- 2009年6月16日・17日はこのGAORA担当の2チームの直接対決「阪神対日本ハム」（京セラドーム大阪）が放送されるが、GAORAプロ野球中継になってからは初回目の主音声では主催チームの阪神、副音声では日本ハムの立場から見た試合の実況を行う。
  - 6月16日　主音声・阪神側　解説:大熊忠義、実況:寺西裕一　副音声・日本ハム側　解説:一枝修平、光山英和、実況:城野昭
  - 6月17日　主音声・阪神側　解説:工藤一彦、実況:桐山隆　副音声・日本ハム側　解説:一枝修平、光山英和、実況:城野昭
なお、同日深夜にスカイ・エー（スカイA スタジアム）で放送される録画（ニアライブ）中継では映像は同じであるが、音声は主音声ステレオのみである。

※日本ハム主催試合はGAORA主導での放送であることもあってか、ここ数年は交流戦の日本ハム対阪神の試合において、亀山を阪神側のゲスト解説として迎えており、日本ハム側OBのレギュラー解説者と一緒に登場している。
- また、同8月1日には「北海道日本ハムファイターズ・GAORAスペシャルデーゲーム」として、対ソフトバンク戦で視聴者参加によるイベント、プレゼントを実施する。
  - 放送時間を通常より15分早めて試合開始30分前の13時半からスタート
  - ダグアウト見学会、グラウンドキーパー体験、キッズベースランニングコンテスト（以上は事前募集）、でっかいサインボールプレゼントなど視聴者参加アトラクションを実施
- 同8月21日から8月23日の阪神対広島（京セラドーム大阪）は「作業服の寅壱」協賛で放送され、「60秒CMグランプリ」を中継中に挿入する。これは2008年にも開催されたもので、baseよしもと所属若手芸人が60秒のCMを製作・演じ、その出来栄えを視聴者にネット投票してもらうというもの。
- 企画ではないが、同7月14日から7月16日のオリックス対ロッテ戦（京セラドーム大阪）はJ SPORTS制作ながら編成上生放送が出来ないための「アクティブ!ベースボール」扱いでの中継であるが、MBS系列の電波でありながら全試合とも実況アナウンサーがスカイ・エーを運営する競合民放のABCから派遣される珍現象が起きている。（14日・田野和彦、15日・枝松順一、16日・高野純一）このことを配慮する形で、通常J SPORTS制作で放送される場合表示される実況者の所属局クレジットは省略されていた。
  - このような事例は初めてではなく、阪神戦でも過去にTigers-ai配給になる以前（サンテレビジョン制作の試合を同時放送した時代）に、毎週水曜日・日曜日は地上波での放送権がABC単独で残っている関係で、その日のサンテレビの放送もABC主導で行われていたことから、ABCアナウンサーが実況担当したものをGAORAで放送した事例が相当数あった。
- 2011年2月26日には阪神対オリックスのオープン戦を録画放送するが、制作は関西テレビ放送である（解説：田尾安志、金村義明、実況：大橋雄介、リポーター：吉原功兼。関西テレビで昼間に約2時間に編集して中継したものを夜にGAORAでノーカット放送）。この試合は毎年行われている関西テレビ主催の「KTVカップ」であるため、CSでは関西テレビ☆京都チャンネルで放送されていたが、2009年をもって閉局したためGAORAでの録画放送となる。なお、翌日はオリックス主催で「KTVカップ」のオリックス対阪神が行われるが、CSでは中継を行わない。なお、普段J SPORTSで放送しているオリックス戦には関西テレビの関連会社であるメディアプルポが制作協力している。
- 2013年4月13日の阪神対DeNA戦（甲子園）は、毎日放送グループ協賛試合「with タイガース MBSデーゲーム」として開催し、中継を一体化。映像はMBS製作のものを利用し、解説者（遠山、今岡、亀山&金本知憲チーム）が3イニングごとに電波を入れ替えて担当するほか、MBS自社制作番組の出演者がボールボーイ・ガール、グラウンドキーパー、イベントなど様々な形で参加するといった趣向が取り入れられた。
- 2015年9月8日の阪神対巨人（甲子園[22]）では、「果し合いpresents GAORAプロ野球中継」[23]の冠協賛をつけて、主音声では大熊忠義・寺西裕一による通常の実況放送[24]、副音声では久慈照嘉、有馬隼人による実況に加え、増田英彦（阪神側）、桑田ます似（巨人側・桑田真澄の顔そっくりタレント）による応援実況、並びに「第684回宝くじ記念」宝くじプレゼントの企画が予定されていた[25]が、台風18号の影響による豪雨のため試合中止となり、これらの企画も中止となった[26]。なお「果し合い」の協賛試合は、この試合そのものの予備日となった9月28日[27]に副音声も含め延期となったが、阪神側の応援ゲストに参加予定だった増田が諸般の都合で欠席となり、この日は代わって山田スタジアム（元ストリーク・山田）が阪神側ゲストとなる。宝くじのプレゼントについても、この日発売される「オータムジャンボ宝くじ」に変更したうえで開催される[28]。（なおこの日は、日本ハム対ソフトバンク戦<旭川スタルヒン球場>も同時開催されているが、阪神対巨人戦の中継を優先させるため、生放送をスカイAに移動させ、GAORAでは撮って出しによる録画中継とした。これは阪神戦が雨天中止になってもこのままの状態だった）

#### レジェンド・オブ・ファイターズ
2014年に放送を開始したもので、GAORAでの日本ハムファイターズ主管試合の放送開始25周年と北海道移転10周年を記念して、過去に放送された当番組でのファイターズ戦中継の中から、特に印象が残る試合を厳選して再放送するものである。
放送内容
1. 2004年9月20日　ダイエー戦（SHINJOがサヨナラ満塁本塁打を放つも幻になった試合）
2. 2005年6月15日　広島戦（ダルビッシュ有初勝利）
3. 2004年6月20日　ロッテ戦（SHINJO命名打法）
4. 2005年5月6日　阪神戦（セ・パ交流戦初戦）
5. 2004年4月2日　西武戦（北海道移転後最初の開幕戦）
6. 2004年9月21日　ダイエー戦（北海道移転後最初のホーム最終戦）
7. 2003年9月28日　西武戦（「本拠地」東京ドーム最終戦）
8. 2006年4月18日　オリックス戦（SHINJOが引退を発表した試合）
9. 2006年9月27日　ソフトバンク戦（SHINJO引退試合）
10. 2006年10月12日　ソフトバンク戦（パ・リーグプレーオフ第2ステージ第2戦。1981年以来25年ぶり、北海道移転後初のリーグ優勝）
11. 2004年4月17日　ロッテ戦（岩本勉が736日ぶり勝利投手）
12. 2005年8月27日　ソフトバンク戦（田中幸雄の通算1000打点に花を添えるサヨナラヒット）
13. 2009年10月21日　楽天戦（クライマックスシリーズファイナルステージ第1戦。ターメル・スレッジの逆転サヨナラ満塁ホームラン）
14. 2007年9月26日　楽天戦（坪井智哉サヨナラ本塁打）
15. 2008年4月8日　楽天戦（7点差をひっくり返す大逆転勝利。ヒーローインタビューのお立ち台に9人が上る）
16. 2014年10月1日　楽天戦（金子誠引退試合）
17. 2014年10月5日　楽天戦（稲葉篤紀引退試合）
18. 2006年7月2日　楽天戦（森本稀哲ヒーローインタビューで熱唱）
19. 2006年9月16日　ロッテ戦（小笠原道大が同シーズンのホームラン王を確定する32号）
20. 2004年5月21日　近鉄戦（フェルナンド・セギノールが左右両打席ホームラン）
21. 2006年9月17日　ロッテ戦（森本稀哲6打数6安打、金子誠サヨナラヒット）
22. 2007年9月19日　楽天戦（田中幸雄引退試合）
23. 2006年3月26日　楽天戦（武田勝プロ初登板初勝利）
24. 2009年4月16日　オリックス戦（武田勝初完投勝利）
25. 2009年4月8日　ロッテ戦（稲葉篤紀、自身初の三打席連続弾）

## スコア表示

### 阪神戦
- 1軍の試合はTigers-ai制作のものは画面右下。左側にスコア、右側にボールカウンターとランナーを表示。下部には「Tigers-ai」のロゴが入る。
- サンテレビジョン・毎日放送制作の試合は各局のテロップをそのまま使用する。
- 2軍戦中継はTigers-aiの制作であるが、長い間1990年代前半ごろまで多用されていた一般的なスコア表示方式（画面左上にスコア、右下にランナーとボールカウント）を使用した。スカイ・エーとデザインは同じだが、ボールカウンターの下部に「GAORA」のロゴが入っていた。ただしアイキャッチのスコア表示には「Tigers-ai」のロゴが入っていた。2021年からは各球団の2軍戦中継を行っているイージースポーツ（旧イレブンスポーツ）と同様のテロップを使用している。

### 日本ハム戦
- 札幌ドーム・エスコンフィールドを含む北海道や静岡県・富山県・沖縄県でのホームゲーム分は球団制作のテロップで、画面右下に掲出。右側にランナーとボールカウント（SBOはボール型ランプ）、左側にスコア表示。2010年シーズンまでは、一世代前の地上波中継のような古めのデザインのテロップを使用していた。2011年シーズンからデザインが変更され、ボールカウントの表記は「BSO」表記に変更された。2015年には再度デザインが変更され、スコア・カウントは画面上部に表示されていた。2021年現在は再度下側に移動している。
- 東京ドーム開催分は東京ケーブルネットワークの機材を使用して、画面左上。左側にスコア表示、右側にランナーとボールカウント（BSOは数字）を表示。日テレジータスの『DRAMATIC BASEBALL』における、巨人のオープン戦・二軍戦中継や、BSテレビ東京の東京ドーム開催の日本ハム他パ・リーグ各球団主催ゲームの中継[30]、日テレNEWS24・BS12 トゥエルビなどで放送の東京ドーム開催ロッテ戦中継等でも使用されている。
  - かつて東京ドームを本拠地としていた時代は、テレビ埼玉との共同制作の場合は左上にスコア表示、右下にボールカウント（SBOはボール型ランプ）で、TCN単独制作（チバテレビやスポーツ・アイとの形式上共同制作の場合含む）は日本テレビの中継と同じように左上にボールカウント、右下にスコア表示をしたもの、あるいは画面の右下に一括表示したものなどがあった。
  - 2015年まで、東北楽天ゴールデンイーグルス主催試合においてのTwellV・日テレプラス（2013・2014年）・インターネット放送でのスコア表示はTCNのテロップをアレンジしたものを使用していた（TCNと系列制作会社のTCPが関与していたため　2012年・2015年からのJ SPORTSでの放送分は番組オリジナルテロップに差し替え）。2016年からは制作会社がExpress・EXPRESS SPORTSに替わったため、テロップのデザインが変更された。

### オープン戦
- キャンプ地での開催時は、阪神戦・日本ハム戦・両者の対戦を問わず技術会社が用意したオリジナルデザインのテロップを使用する。この場合はカウントに「GAORA SPORTS」のロゴが入ることがある。
- 本拠地での開催時は、日本ハム戦・阪神戦とも公式戦に準じたものを使用する（両者の対戦時は主催側の制作元のものを使用）。

### セ・パ交流戦
- 日本ハムと阪神の対戦時は、制作する主催球団側（日本ハム＝球団とGAORA、阪神＝Tigers-ai）のものを使用する。

## テーマソング
ファイターズ戦
- 2013年 TRIPLANE「ファイターズと共に」
- （この間不明）
- 2016年 GLAY 「空が青空であるために」[31]
- 2017年 river（ロマンチック日本代表!!!）「STAND UP Fighters Edition」
- 2018年 GLAY「疾走れ!ミライ(fighters Ver.)」[32]
- 2019年 嵐 「Beautiful days」[33]
- 2020年 - 2022年 Conditional「Leaving The Crossfire」

タイガース戦
- 2020年　ベリーグッドマン「answer」（MBSテレビの関西ローカル中継と共通）

※セ・パ交流戦での両者の対戦時は、主催球団側のものを使用する。